# يوسف أبو لوز
يوسف أحمد أبو لوز ولد في قرية الكفير (الفيصلية) في مدينة مأدبا الأردنية عام (1956) وهو شاعر وصحفي أردني.

## حياته وسيرته المهنية
ولد أبو لوز لأسرةٍ فلسطينيّة هاجرت من مدينة بئر السبع إلى مأدبا عام 1948. أنهى دراسته الثانوية في مدارس وكالة الغوث، درس في معهد المعلّمين وحصل دبلوم من كلية تدريب عمان. وعمل في حقلي التعليم والصحافة متنقّلًا بين الجزائر والسعوديّة، والإمارات العربيّة المتّحدة. ودخل الصحافة الثقافية وعمل صحفياً في جريدة الدستور الأردنية، وعضوًا في هيئة تحرير شؤون أدبية الثقافية الفصلية، والصادرة عن اتحاد كتاب وأدبا الإمارات، وعمل في القسم الثقافي بمجلة الشروق بالشارقة. له دواوين شعرية عديدة وكتابات في النقد. 
ينتسب يوسف أبو لوز، أو أنه يُنسَب، إلى جيل السبعينات في الشعر العربــي المعاصر. وعلى رغم أن مجموعته الشعـــريّة الأولى «صباح الكاتيـــوشا أيها المخيم» نُشرت عام 1983، ليُتبعها بمجموعته الثانية «فاطمة تذهب مبكراً إلى حقــول البامياء» في السنة نفسها، إلا أن انتسابَه إلى تحقيب جيليّ يضعه بين شعراء السبعينات صادرٌ عن روح قصــيدته التـــي تشكّلت بداياتها في تلك الحقبة، وحملت تأثيرات عدة آتية مـــن شعريّات مختلفة، على رأسها شعر المقـــاومة الفلسطينية، والترجمات، تلك الترجمات التي قام بها سعــــدي يوسف، إلى جانب آخرين، لشعرٍ من لغات وثقافات وجغرافيّات مختلفة.
وقد هجّن أبو لوز، وأبناءُ جيله في القصيدة الفلسطينية والأردنيّة، النبرةَ والحماسةَ المقاومتين بدَفَقٍ وانثيالات طقسيّة وشعائرية ورؤيويّة وتأملات وجوديّة آتية من الترجمات. هكذا اغتنت قصيدة أبو لوز بأصوات كثيرة، فيما هي تنتقل من النبرة المباشرة، الشعاراتيّة، والزاعقة أحياناً، إلى شكلٍ شعري تتعانق فيه الأصداءُ والتجارب الرعويّة، والنبرة البودليريّة الجهنمية، والحسيّة الانفعاليّة، بلغة التأمّلات والحكمة الطالعة من النزق والنزعة الانشقاقيّة التي يحفلُ بها شعرُ أبو لوز وحفنةٍ من أقرانه.
يمكن أن نعثر على هذه الخيوط، التي تشكّل نسيج قصيدة أبو لوز، في مجموعته الشعريّة الأخيرة «زوجة الملح» (منشورات مجلة «دبي الثقافية» 2013) والتي تجمع كتاباتٍ تنتمي إلى السنوات الخمس عشرة الأخيرة. فأبو لوز، وإن كان يتخلّص من ملمح الشعاراتيّة والنبرة المباشرة التي كانت جزءاً من عالم قصيدته في بداياتها، إلا أنه يستصفي منها النبرةَ الإنسانيّة المقاومة والتشديدَ على أثر المنفى الذي ينخر في عظم الشاعر ولحم قصيدته.
ما يحضر بقوّة، إذاً، هو العناصرُ الرعويّة، والنبرةُ الجهنمية، والنزعة الانشقاقيّة الوحشيّة (وما يعبّر عنها من ذئبيّة لفظيّة، ما يذكّر بمجموعة أبو لوز السابقة «ضجر الذئب»، 1995)، ولغةُ التأمّل الصافية التي تميّز قصائد قصيرة موقّعة أو نثريّة، أو جملاً ومقاطعَ في القصائد الطويلة التي يعلو فيها الإيقاع اللاهث ويهبط، وتتماسكُ القصيدة حول بؤرة محددة أو تتفككُ وتتحوّلُ إلى ركامٍ من الصور والإيقاعات فتتوهُ عن وجهتها.
في قصيدة «مراعي الضباب» تحضر عناصرُ البيئة الرعويّة الزراعيّة ممتزجةً بذكرى صبا فردوسيّ مبتعد، وأحلامٍ آفلة، وحنانٍ أموميّ يعوّض عن غياب أبٍ رمزيٍّ قتيل يورث ابنَه ثأرَه فيودي به إلى التهلكة مثله.
يمكن القول أن يوسف أبو لوز يسعى في شعره كلّه إلى الدوران حول موضوع واحد لا ثانيَ له: الذكرى والخسارة. وهو يعبّر عن تجربة الخسارة والفقدان بالعودة إلى الطفولة والصبا، والبلاد الضائعة، والبيوت التي رحلَ عنها، والنساء اللواتي تركهن أو تركنه: أمس، ضيعت بيتاً/ فمن «شاف» بيتاً يشابهني/ من رآه؟/ أمس،/ أحببت أحلى فتاة،/ وضيعتها مثل بيتي الذي/ لن أحب سواه» (ص: 66).
وليست كتابة الشعر، في هذه الحالة، سوى محاولة مستميتة لرأب صدع الذكرى والخسارة، لترميم حائط النسيان. إنه، كما يقول، يكتب شعراً، لكي يتذكّر، «بين ملحٍ وسكّر».
أبو لوز عضو رابطة الكتاب الأردنيين، والأمانة العامة للاتحاد العام للأدباء والكتاب العرب. ينشر نتاجه الشعري والأدبي في الصحف والمجلات العربية وشارك في العديد من المهرجانات الثقافية .

## جوائزه
- جائزة عرار الأدبية من رابطة الكتاب الأردنيين.
- جائزة اتحاد الكتاب بالعرب في دمشق عن ديوانه فاطمة تذهب مبكراً إلى الحقول.
- 2014: جائزة تريم عمران الصحفية. [6]
- 2014: جائزة الشيخ زايد للكتاب. [7]

## مؤلفاته
من دواوينه الشعرية:
- صباح الكايتوشا أيها المخيم، 1983
- فاطمة تذهب مبكراً إلى الحقول، 1983
- نصوص الدم، 1987
- ضجر الذئب، 1992
- زوجة الملح، 2013

من كتبه:
- رؤيا وقوس:قراءة في الأدب الخليجي